# Obermühleweiher (Tettnang)
Der Obermühleweiher ist ein Stillgewässer im Gebiet der baden-württembergischen Stadt Tettnang im Bodenseekreis in Deutschland.

## Lage und Größe
Der in Privatbesitz stehende Weiher liegt östlich der Tettnanger Stadtmitte und südlich der Wangener Straße auf einer Höhe von 472,7 m ü. NHN. Der Weiher wird vom auch Stadtbach genannten  Riedbach durchflossen, Oberlauf des Tobelbachs, der unterhalb der Stadt westwärts zur Schussen entwässert. Weiher und die zugehörige „Obermühle“ wurden schon im 13. Jahrhundert genannt, heute treibt das Wasser noch eine Turbine.
Die Fläche des grob rechteckigen Weihers beträgt 0,85 Hektar, die Länge etwa 120 Meter, die Breite rund 80 Meter. Er ist im Durchschnitt 3,5 und bis zu 4,4 Meter tief und fasst 30.700 Kubikmeter Wasser. Das Ufer ist etwa 400 Meter lang. Das etwa 100 Hektar umfassende Einzugsgebiet erstreckt sich vom südöstlichen Sektor des Stadtgebietes von Tettnang in die anschließende Flur.
Auf den flachen Uferzonen wachsen für Verlandungszonen typische Pflanzen. Vom Einzugsgebiet werden 75 Prozent landwirtschaftlich genutzt,  davon wiederum sind 30 % Grünland, 10 % Ackerland und auf 60 % stehen Hopfen- und Obstkulturen.

## Ökologie
Seit 2005 ist der Obermühleweiher Bestandteil des Aktionsprogramms zur Sanierung oberschwäbischer Seen.
| Jahr                                  | 2006  | 2011  | 2016  | 2021  |
| Gesamt PO4-Phosphor (µg/l)            | 23,00 | 28,00 | 26,00 | 27,00 |
| anorganischer Gesamtstickstoff (mg/l) | 7,47  | 9,72  |       |       |
| Chlorophyll a (µg/l)                  | 7,00  | 8,00  |       |       |
| Chlorophyll a-Spitze (µg/l)           | 14,00 | 15,00 |       |       |
| Sichttiefe (m)                        | 3,20  | 2,90  |       |       |
| Trophiestufe                          |       |       |       | e1    |

Mit Hilfe des Aktionsprogramms wurden folgende Vorschläge zur Verbesserung der Wasserqualität erarbeitet: die Extensivierung kritischer landwirtschaftlich genutzter Flächen sowie ein zentraler Abwasseranschluss.

### Flora und Fauna
Im Obermühleweiher und seinen Uferstreifen wachsen neben der Gelben Teichrose (Nuphar lutea) unter anderem Tannenwedel (Hippuris vulgaris) und Berchtolds Zwerg-Laichkraut (Potamogeton berchtoldii). Des Weiteren leben verschiedene Algenarten im Weiher.

Aus der Fauna sind Glas-Wasserfloh (Daphnia longispina), Karpfen, Rotauge, Rotfeder und Forelle zu nennen.